# Ordre du Héros national

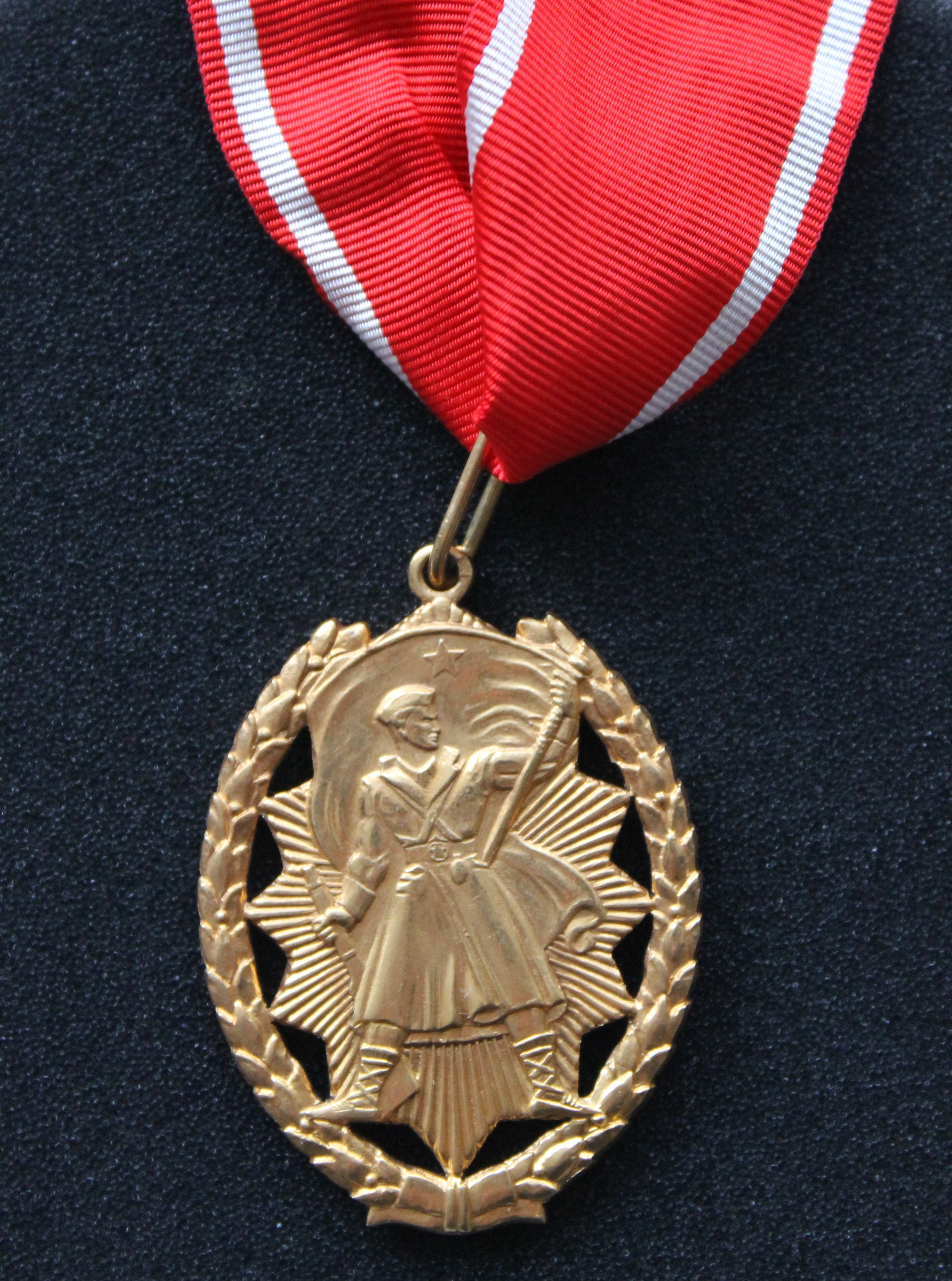
Ordre du Héros national

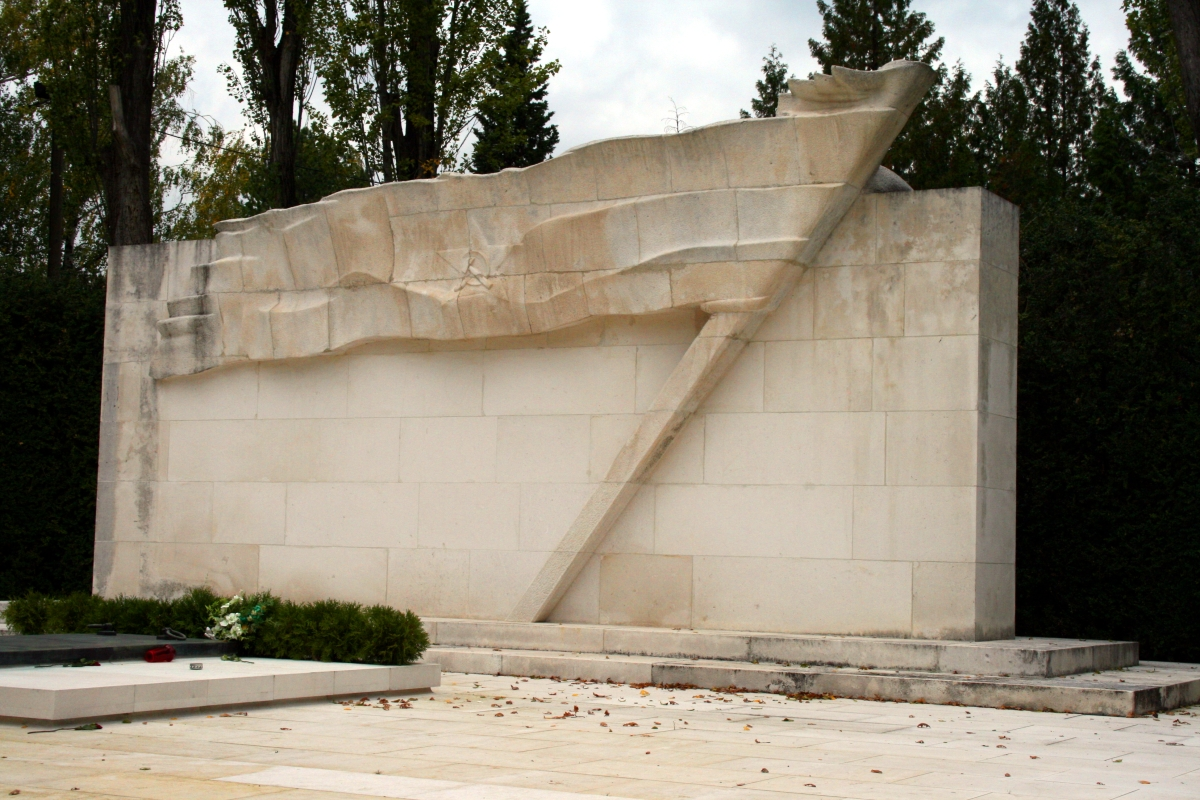
Tombeau des Héros nationaux au cimetière de Mirogoj de Zagreb

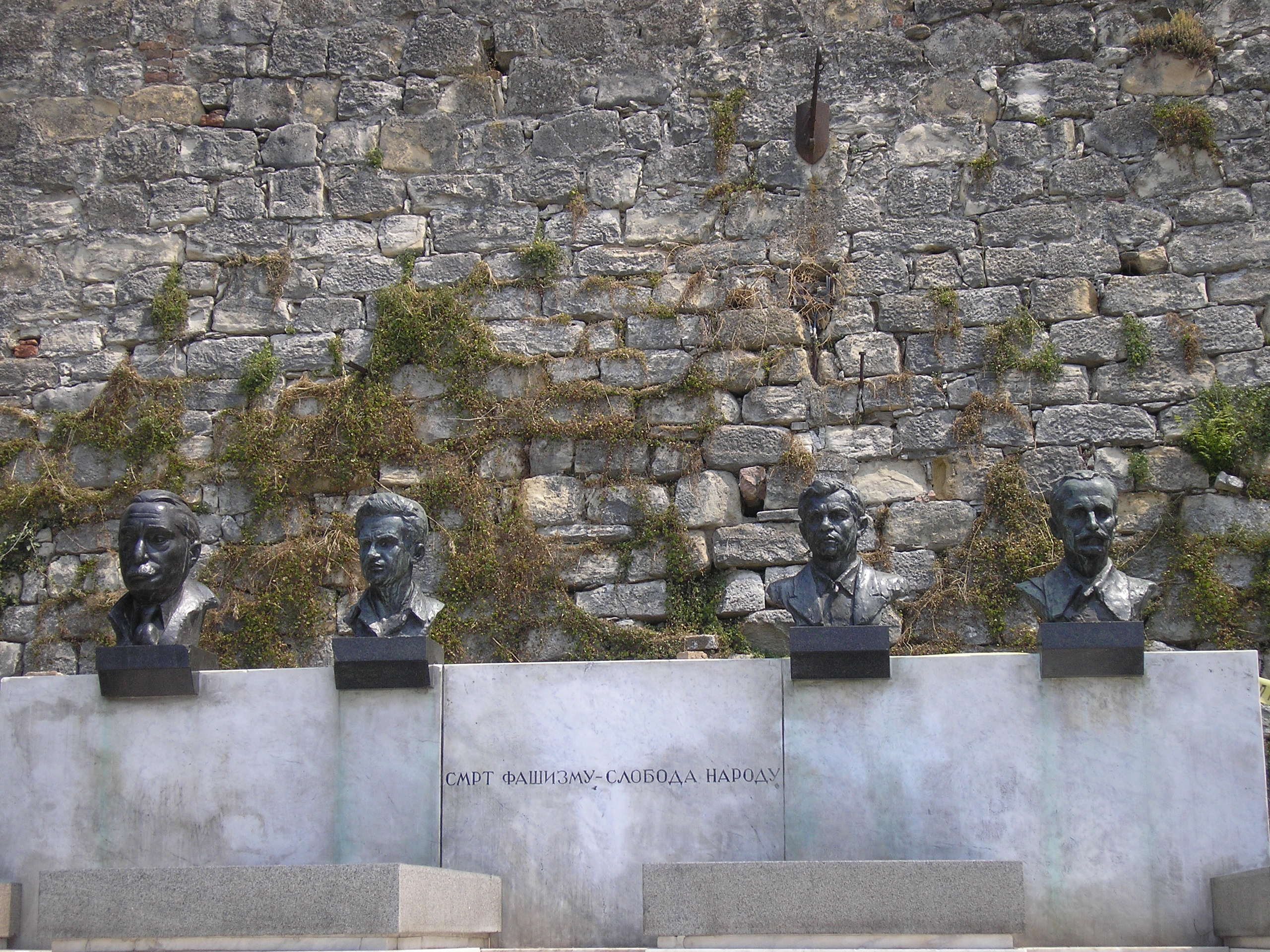
Tombeau des Héros nationaux dans la forteresse de Belgrade, avec celles d'Ivo Lola Ribar, Ivan Milutinović, Đuro Đaković et Moše Pijade

L'ordre du Héros national (en serbo-croate : Orden narodnog heroja ; en cyrillique : Oрден народног хероја ; en slovène : Red narodnega heroja ; en macédonien : Oрден на народен херој) était un ordre de la république fédérative socialiste de Yougoslavie, considéré comme la seconde plus haute récompense militaire et la troisième parmi toutes les distinctions yougoslaves. Elle a été accordée à des individus, à des unités militaires, à des organisations politiques ou autres qui se sont distingués par des actes de bravoure exceptionnels en temps de guerre comme en temps de paix. Les récipiendaires de cette récompense obtenaient alors le titre de Héros national de la Yougoslavie. Pour la plus grande part, il s'agit de Partisans communistes qui se sont illustrés pendant la Seconde Guerre mondiale. Au total, ce titre a été attribué 1322 fois en Yougoslavie et 22 fois à des étrangers.

## Récipiendaires célèbres

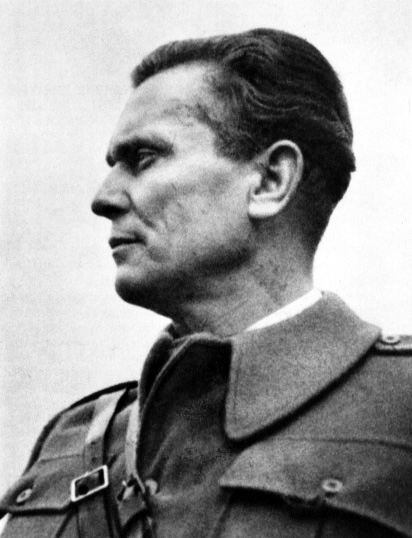
Josip Broz Tito a reçu l'ordre du Héros national trois fois.

Parmi les récipiendaires les plus connus, on peut citer :
| - Božidar Adžija (sr) - Maks Baće Milić (sr) - Vlado Bagat (sr) - Vladimir Bakarić (sr) - Josip Broz Tito - Marija Bursać - Boško Buha - Rade Bulat (sr) - Anka Butorac (sr) - Krste Crvenkovski - Rudi Čajavec (sr) - Rodoljub Čolaković (sr) - Peko Dapčević | - Nada Dimić - Petar Drapšin (sr) - Stjepan Filipović (à titre posthume) - Ivan Gošnjak - Petar Gračanin (sr) - Većeslav Holjevac (sr) - Blagoj Jankov Mučeto - Žikica Jovanović Španac - Edvard Kardelj - Boris Kidrič - Franjo Kluz (sr) - Lazar Koliševski | - Rade Končar - Sava Kovačević - Josip Kraš (sr) - Vahida Maglajlić - Nikola Ljubičić - Veselin Masleša - Miloš Minić - Kosta Nađ (sr) - Nada Naumović (sr) - Marko Orešković - Boško Palkovljević Pinki - Moša Pijade - Koča Popović | - Ognjen Prica - Lepa Radić - Vladimir Rolović - Ivo Lola Ribar - Velimir Škorpik (sr) - Slavko Šlander - Mika Špiljak - Milan Tepić - Hristijan Todorovski Karpoš - Veljko Vlahović - Svetozar Vukmanović-Tempo - Žarko Zrenjanin |

### Personnalités étrangères récipiendaires de l'ordre
| - Sergueï Biriouzov - Ivan Boulkine - Andreï Vitrouk - Pavel Dmitrienko - Vladimir Jdanov | - Michał Żymierski - Pavel Iakimov - Boris Kalinkine - Semion Kozak - Ivan Konstantinov | - Luigi Longo - Rodion Malinovski - Alexander Managadze - Grigori Ohrimenko - Ludvík Svoboda | - Vladimir Sutetz - Fiodor Tolboukhine - Vassili Oulisko - Aleksandr Chornikov |

### Villes
Les villes de Belgrade, Zagreb, Ljubljana, Novi Sad, Prilep, Priština, Titov Drvar et Cetinje sont également récipiendaires de l'ordre.

## Statistiques
En 1957, 1 307 avaient été accordées en Yougoslavie :
par lieu de naissance (sans tenir compte de l'origine ethnique)
- Croatie : 282
- Bosnie-Herzégovine : 284
- Serbie (avec le Kosovo) : 256
- Monténégro : 247
- Slovénie : 156
- Macédoine : 63
- à l'étranger : 17